# 유진콘크리트
유진콘크리트주식회사 (Eugene Concrete Co, Ltd.)는 대한민국의 시멘트와 콘크리트 전문 화학회사다. 본사는 서울특별시 종로구 수송동에 있으며 1979년에 설립했다.

## 생산제품
- 시멘트 제품 (포틀랜드 시멘트, 믹스드 시멘트, 코어스 시멘트)
- 골재
- 슬래그 파우더
- 슬래그 시멘트
- 플라이애쉬
- 혼합 시멘트
- 컬러 아스콘

## 같이 보기
- 유진그룹